# Сигма-ритм

Сигма-ритм (σ-ритм, сонные веретёна, веретенообразная активность, взрывная или вспышечная активность, веретенообразные вспышки, α-подобный ритм животных, барбитуровые веретёна) — один из основных и наиболее чётко выраженных элементов спонтанной ЭЭГ, регистрируемый в состоянии естественного сна. Возникает также при некоторых нейрохирургических и фармакологических воздействиях. Впервые описан Лумисом и соавторами (Loomis et al., 1935) при исследовании электроэнцефалографического выражения различных стадий сна.
Спонтанный сигма-ритм имеет частоту от 10 до 16 Гц, но в основном 12—14 Гц. Характерным признаком сигма-ритма является нарастание амплитуды в начале вспышки сигма-ритма и её убывание в конце вспышки. Амплитуда различна, но у взрослых в основном не меньше 50 мкВ.
Сигма-ритм появляется в начальной стадии медленного сна, которая следует непосредственно за дремотой. Во время сна с дельта-волнами сигма-ритм возникает редко. В процессе перехода к быстрому сну сигма-ритм наблюдается в ЭЭГ, но полностью блокируется в развитой фазе быстрого сна.
Из позвоночных животных сигма-ритм зарегистрирован только у млекопитающих, за исключением отряда однопроходных (ехидна). Сигма ритм отсутствует у рыб, амфибий, рептилий и птиц. Что касается онтогенеза, то описываются различные сроки появления сигма-ритма. У грызунов он появляется на 10—15 день после рождения. У котят и щенков сигма-ритм появляется несколько позже. У человека этот ритм возникает примерно с трёхмесячного возраста. С возрастом частота колебаний ритма, как правило, не меняется.